# امپراتوری لاتین
امپراتوری رومَنیا یا امپراتوری لاتین قسطنطنیه دولتی صلیبی بود که پس از جنگ صلیبی چهارم و سقوط و غارت شهر قسطنطنیه، پایتخت امپراتوری بیزانس، توسط صلیبیون با همراهی جمهوری ونیز در سال ۱۲۰۴ تأسیس شد و بالدوین از خاندان فلاندر با عنوان «بالدوین یکم» به عنوان نخستین امپراتور قسطنطنیه انتخاب شد. با این حال این امپراتور تنها ۵۷ سال عمر کند و با یورش امپراتوری نیقیه، و بازپس‌گیری قسطنطنیه در سال ۱۲۶۱، امپراتوری بیزانس بار دیگر توسط میخائیل هشتم پالایولوگوس احیا شد و آخرین امپراتور لاتین، بالدوین دوم، نیز از قسطنطنیه رانده شد اما عنوان «امپراتور لاتین قسطنطنیه» در نزد وارثان وی تا قرن ۱۴ میلادی باقی ماند. تاریخ کوتاه مدت این امپراتوری بیشتر صرف درگیری با مدعیان و طرفداران احیای امپراتوری بیزانس همچون امپراتوری نیقیه و متحدان آنها همچون بلغارها و والاش‌ها شد.
پس از غارت و سقوط قسطنطنیه در سال ۱۲۰۴، صلیبیون و ونیزی‌ها توافق کردند که اراضی امپراتوری بیزانس تقسیم کنند. طی توافق «پارتیتیو تراروم ایمپری رومانیه» که ۱ اکتبر ۱۲۰۴ به امضا رسید، سه هشتم امپراتوری از جمله جزیرهٔ کرت به جمهوری ونیز واگذار گردید و مابقی اراضی تحت کنترل دولت جدید و لاتینی قسطنطنیه و واسال‌های آن درآمد. واسال‌های امپراتوری لاتین شامل پادشاهی تسالونیک، شاهزاده‌نشین آخا، دوک‌نشین آتن، دوک‌نشین مجمع‌الجزایر و دوک‌نشین کم عمر پلوودیو می‌شد که گاهی این قلمروها طی منازعات داخلی توانستند از امپراتوری لاتین قسطنطنیه مستقل شوند. افزون بر این قلمروها، قلمروهای بیشتری در نیکومدیا، نیقیه، فیلادلفیا و نئوکاسترا در نظر گرفته شده بود اما با قدرت‌گیری امپراتوری نیقیه در منطقه، این قلمروها در حد ایده باقی ماندند. دوچ ونیز با وجود داشتن سه هشتم قلمرو در منطقه، تابع امپراتوری لاتین به حساب نمی‌آمد اما جمهوری ونیز با توجه به میزان قلمروی خود توانسته بود بر این امپراتوری نفوذ داشته باشد.
ساختار و سازمان‌های امپراتور لاتین همچون ساختار و سازمان‌های فئودالی در غرب و دیگر دولت‌های صلیبی در اراضی مقدس و اوترمر بود اما با این تفاوت که این امپراتوری برخی اصول و شیوه‌های بوروکراسی و اداری امپراتوری بیزانس را حفظ کرد. پس از تصرف قسطنطنیه در سال ۱۲۰۴، اسقفی به عنوان پاتریارک کلیسای لاتین قسطنطنیه که تابع کلیسای رم بود، انتخاب شد. نظام جانشینی در امپراتوری لاتین نیز همچون دیگر دولت‌های صلیبی نخست «انتخابی» بود که پس از به انتخاب بالدوین فلاندر به عنوان نخستین امپراتور، «ارثی» شد. براساس ساختار در نظر گرفته برای امپراتوری، امپراتور قسطنطنیه با کمک شورای حکومتی متشکل از بارون‌ها و واسال‌های امپراتوری و پودستای ونیز و همچنین ۶ نفر دیگر امور امپراتوری را هدایت می‌کرد. در نبود امپراتور یا به سن قانونی نرسیدن امپراتور جدید، شورای حکومتی زمام امور را در دست می‌گرفت. پودستای ونیز نیز تابع امپراتور نبود و تنها برای نظارت بر منافع و قلمروی جمهوری ونیز و همچنین مشاوره به امپراتوران لاتین در شورای حکومتی حضور داشت.